# Лозен (Пазарджикская область)
Лозен (болг. Лозен) — село в Болгарии. Находится в Пазарджикской области, входит в общину Септември. Население составляет 1 025 человек.

## Политическая ситуация
В местном кметстве Лозен, в состав которого входит Лозен, должность кмета (старосты) исполняет Георги Никифоров Цанков (независимый), по результатам выборов 2007 года в правление кметства
Кмет (мэр) общины Септември — Томи Спасов Стойчев (независимый) по результатам выборов в правление общины.